# Авилово (Волгоградская область)
Авилово (нем. Awilowo) — село в Котовском районе Волгоградской области, в составе Купцовского сельского поселения. Основано в 1846 году как немецкая колония Визенфельд. Население — 131 (2010).

## Название
Названо по фамилии бывшей землевладелицы А. Е. Авиловой. Первоначально участок имел название Расстригин хутор.

## История
Основано в 1846 году как дочерняя немецкая колония Визенфельд (нем. Wiesenfeld). До 1917 года — в составе Иловлинского колонистского округа, после 1871 года Иловлинской волости (после объединения с Семёновской волостью, переименована в Умётскую) Камышинского уезда Саратовской губернии. Основатели — выходцы из колоний Мюльберг и Обердорф.
Село относилось к лютеранскому приходу Розенберг. Имелся молельный дом. С 1847 года действовала церковно-приходская школа.
В 1894 году имелась водяная мельница. Земельный надел — 614 десятин.
В советский период — немецкий хутор Авилово сначала Нижне-Иловлинского района Голо-Карамышского уезда Трудовой коммуны (Области) немцев Поволжья, затем с 1922 года — Каменского, а с 1935 года — Эрленбахского кантона Республики немцев Поволжья; административный центр Авиловского сельского совета. В голод 1921 года родилось 12 человека, умерло 16. В 1926 году имелся сельсовет, начальная школа.
4 марта 1929 году постановлением Президиума ВЦИК решено "переименовать село Авилово Каменского кантона А.С.С.Р. Немцев Поволжья, в село Визенфельд".
В период коллективизации организован колхоз «Октоберреволюцен».
28 августа 1941 года был издан Указ Президиума ВС СССР о переселении немцев, проживающих в районах Поволжья. 6 сентября 1941 года немецкое население было депортировано на восток. После ликвидации АССР немцев Поволжья село вошло в состав Сталинградской области.

## География
Село находится в лесостепи, в пределах Приволжской возвышенности, являющейся частью Восточно-Европейской равнины, на правом берегу Мокрая Ольховка. В окрестностях распространены тёмно-каштановые почвы и чернозёмы южные.
По автомобильным дорогам расстояние до административного центра сельского поселения села Купцово — 13 км, до районного центра города Котово — 32 км, до областного центра города Волгоград — 250 км.
Часовой пояс
Авилово, как и вся Волгоградская область, находится в часовой зоне МСК (московское время). Смещение применяемого времени относительно UTC составляет +3:00.

## Население
| 1987 | 2002 |
| ---- | ---- |
| ≈200 | 190  |

| 1859 | 1891 | 1894 | 1904 | 1911 | 1920 | 1922 |
| ---- | ---- | ---- | ---- | ---- | ---- | ---- |
| 198  | ↗318 | ↗335 | ↘282 | ↘220 | ↗350 | ↘310 |
| 1926 | 1931 | 2010 |      |      |      |      |
| ↗364 | ↗412 | ↘131 |      |      |      |      |